# Hallandsgården

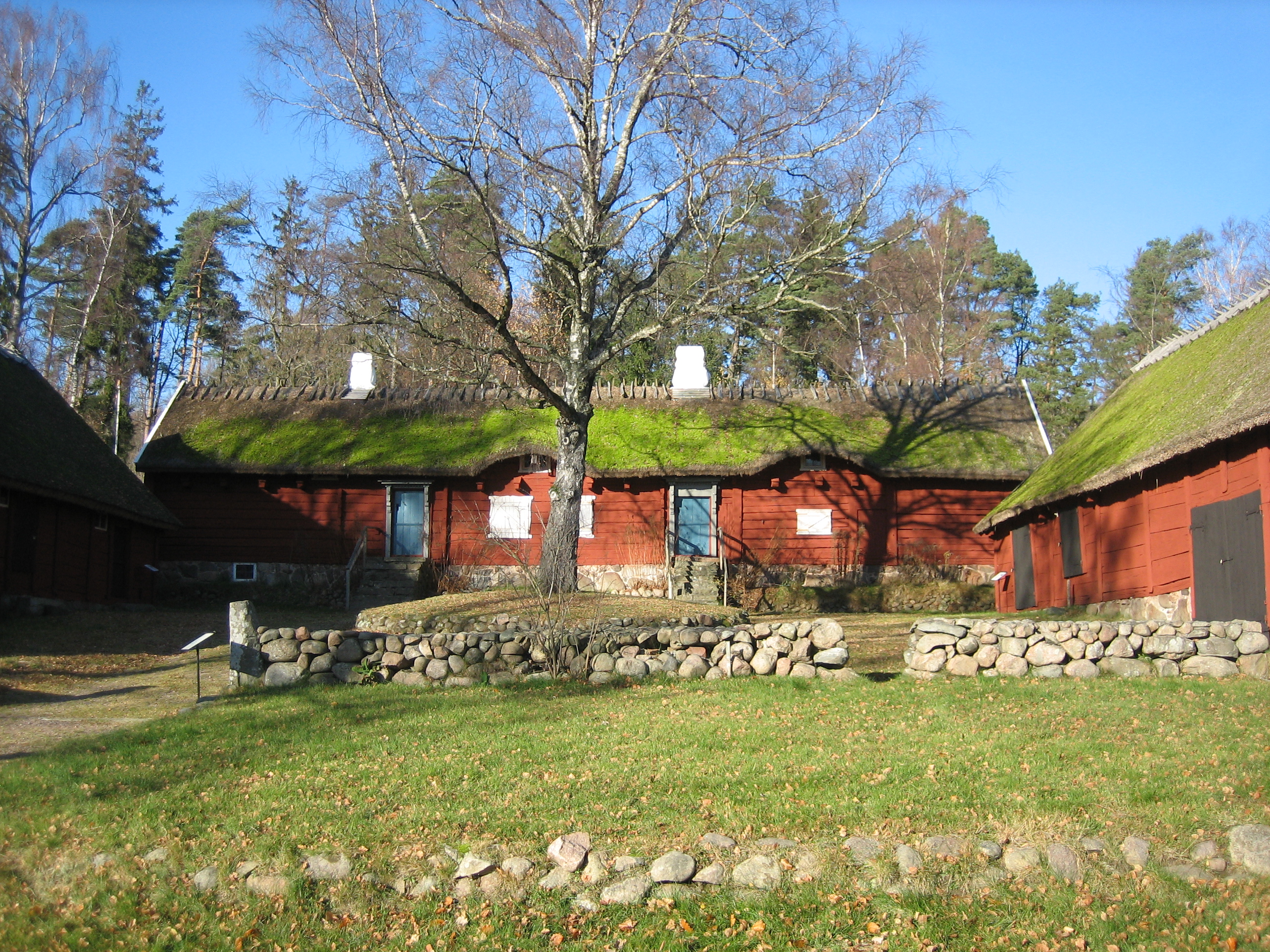
Hallandsgården

Friluftsmuseet Hallandsgården i Halmstad är beläget på Galgbergets södra sluttning. Friluftsmuseet består av ett dussintal gamla hus från olika delar av Halland. 
På sommaren drivs ett café i mangårdsbyggnaden från Krafsagården i Valinge socken. På Hallandsgården firas traditionsenligt midsommar, Sveriges nationaldag med tal, musik och folkdans samt återkommande program med musik, slöjd och folkbildning och dagliga visningar under sommarsäsongen. 
Friluftsmuseet Hallandsgården är en del av Hallands Konstmuseum som har sitt ursprung i Hallands museiförening.

## Historia
Hallandsgården invigdes 1925 på initiativ av Hallands Museiförening och dess vice ordförande fabrikör Alfred W. Wallberg. Han hade träffat Artur Hazelius och inspirerats av anläggningarna på Skansen i Stockholm. 1922 anslog stadsfullmäktige museet arrendet av det område som tidigare utgjort den så kallade Risbergska planteringen. Då området för en framtida utvidgning ansågs för litet, beslutade stadsfullmäktige 1926 att utöka området åt nordost. Hallands museiförening fick till uppdrag att uppföra ett friluftsmuseum, ett halländskt Skansen i miniatyr. Det var Alfred Wallberg som var drivande och efter hand samlade han och föreningen den ena gamla halländska byggnaden efter den andra. Så skapades på kort tid friluftsmuseet som fick namnet Hallandsgården.
Alfred W. Wallberg hade redan innan friluftsmuseet kom till stånd inköpt en skvaltkvarn i Göstorp, Veinge socken. I väntan på att ett lämpligt område att låta uppföra byggnaden hade han placerat kvarnen i sitt hem Villa Ekebo i Halmstad. 1923 uppfördes den första byggnaden vid friluftsmuseet, det blev en manhusbyggnad från Olofstorp i Valinge socken. Då museet invigdes midsommaraftonen 1925 fanns här redan nio byggnader. Senare har man utökat byggnadsbeståndet med en vattensåg från Vessige socken, två linbastur från Värö och Torups socknar samt ett skolhus från Eldsberga socken.

## Byggnader
Bland byggnaderna märks:
Ryggåsstuga från Hörsås, Getinge socken. Byggnaden är ett så kallat sydgötiskt hus. Boningshuset är uppfört i knuttimring medan loftet är uppfört i skiftesverk. Byggnaden härstammar från början av 1700-talet. Byggnaden uppfördes vid Hallandsgården 1924.
Brygghus från Hörsås, Getinge socken. Den kommer från samma gård som ryggåsstugan, användes under husbehovbränningens tid för brännvinsbränning. Virke till byggnaden i skiftesverk har hämtats från en annan äldre byggnad i Biskopstorp, Kvibille socken. Byggnaden uppfördes vid Hallandsgården 1923.
Manhusbyggnad från "Krafsagården", Olofstorp, Valinge socken. Byggnaden representerar än yngre byggnadsstil än ryggåsstugan från Hörsås, och har influerats av militärbyggnaderna. De tidigare uthuslängorna vid gården var redan rivna då gården köptes, och de som nu finns här är byggda av virke från en äldre uthuslänga i Haverdal, Harplinge socken. Byggnaden uppfördes vid Hallandsgården 1923.
Undantagsstuga från Drängsereds socken. Undantagsstugan byggd 1836 är en ryggåsstuga i timmer och bestod ursprungligen endast av ett rum. Den byggdes vid flyttningen om för att fungera som vaktmästarbostad vid anläggningen, förstugan är tillbyggd efter ankomst till Hallandsgården. Undantagsstugan uppfördes vid Hallandsgården 1923.
Sommarstuga från Stora Slätthult, Krogsereds socken. Sommarstuga är en oeldad stuga som fungerade som sommarbostad vid gården, och samtidigt fungerade som källarstuga. Stugan är uppförd i timmer, och uppfördes vid Hallandsgården 1925.
Vattensåg från Lillån i Nedre Möllan, Vessige socken i Falkenbergs kommun. Sågen uppfördes av kvarnägaren Nils Larsson under början av 1830-talet. Den flyttades till Hallandsgården 1937
Skvaltkvarn från Ebbared i Veinge socken i Laholms kommun. Kvarnen som köptes av Alfred W. Wallberg flyttades först till parken vid Villa Ekebo, men flyttades 1925 på nytt till Hallandsgården. Bostadshuset från samma gård flyttades till stadsparken i Laholm, där det används som hembygdsmuseum.
Väderkvarn från Kvarnagård, Morups socken. Kvarnen är en åttasidig holländarkvarn och uppfördes vid Hallandsgården 1924.
Linbastu från Sunvära, Värö socken. Bastun är uppförd i skiftesverk med två yttersidor beklädda med lockpanel. Bastun uppfördes vid Hallandsgården 1938.
Linbasta från Alabo, Torups socken i Hylte kommun. Bastan är uppförd av timmer och uppfördes vid Hallandsgården 1939. Bastan är ett led i det långa och tidskrävande arbetet med att få linplantor omarbetad till textilier.
Skolhus från Fladje gård i Eldsberga socken. Skolhuset uppfördes 1843 i samband med införandet av folkskolestadgan. Byggnaden skänktes till Hallandsgården 1940 och uppfördes samma år här, varvid ett skolmuseum 1931 inrättat i en vindsvåning på Brunnsåkersskolan flyttades hit.
Marknadsbod från Gunnarps socken i Falkenbergs kommun. I Gunnarp hölls årligen marknader, från medeltiden fram till 1953. På marknadsplatsen byggdes bodar för de ditresta handlarna. När just denna bod byggdes vet man inte.

## Bilder

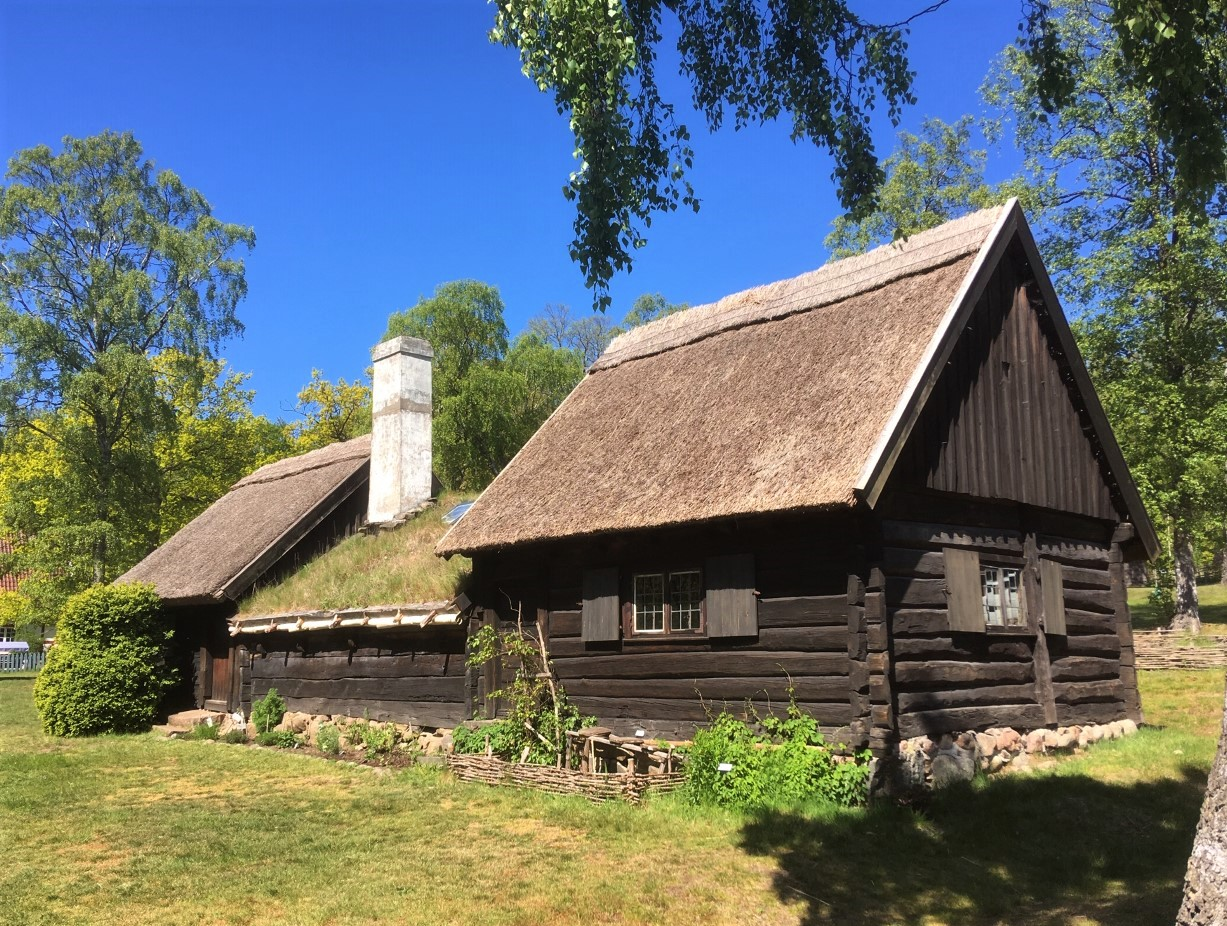
Ryggåsstuga från Hörsås
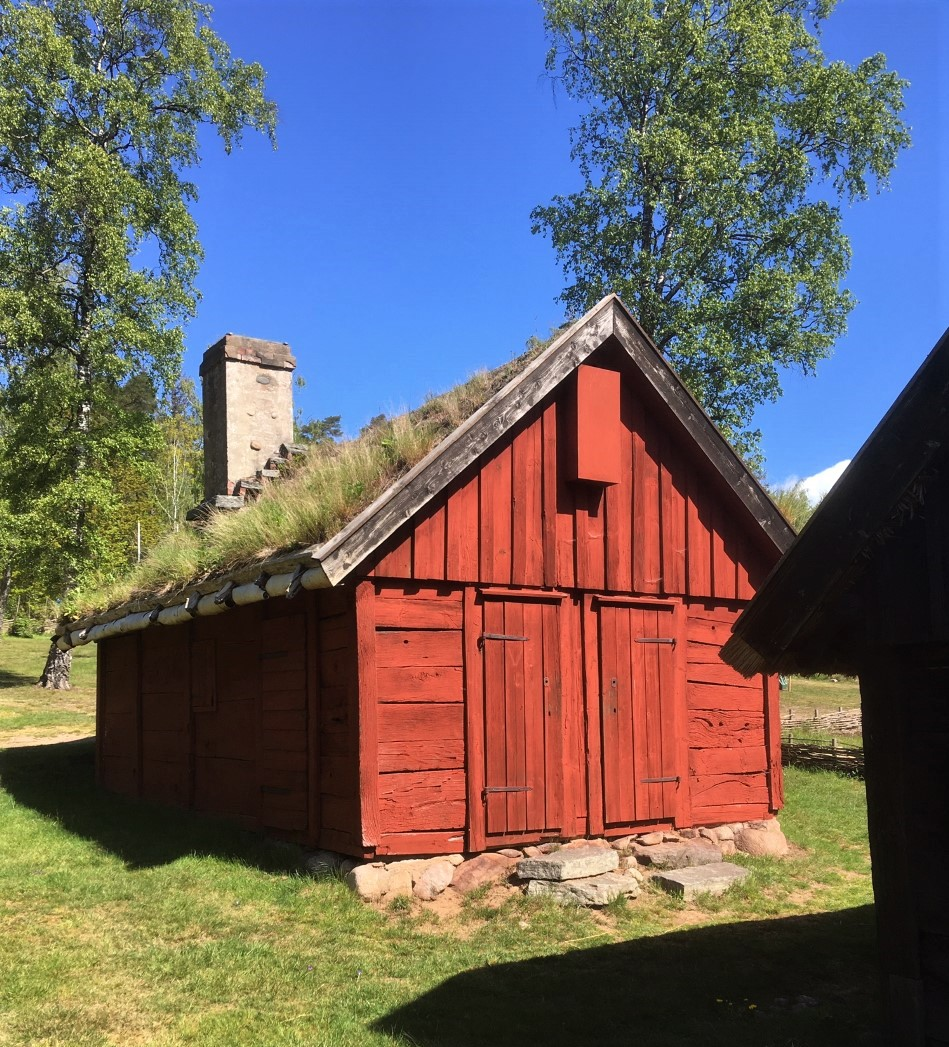
Brygghus från Hörsås
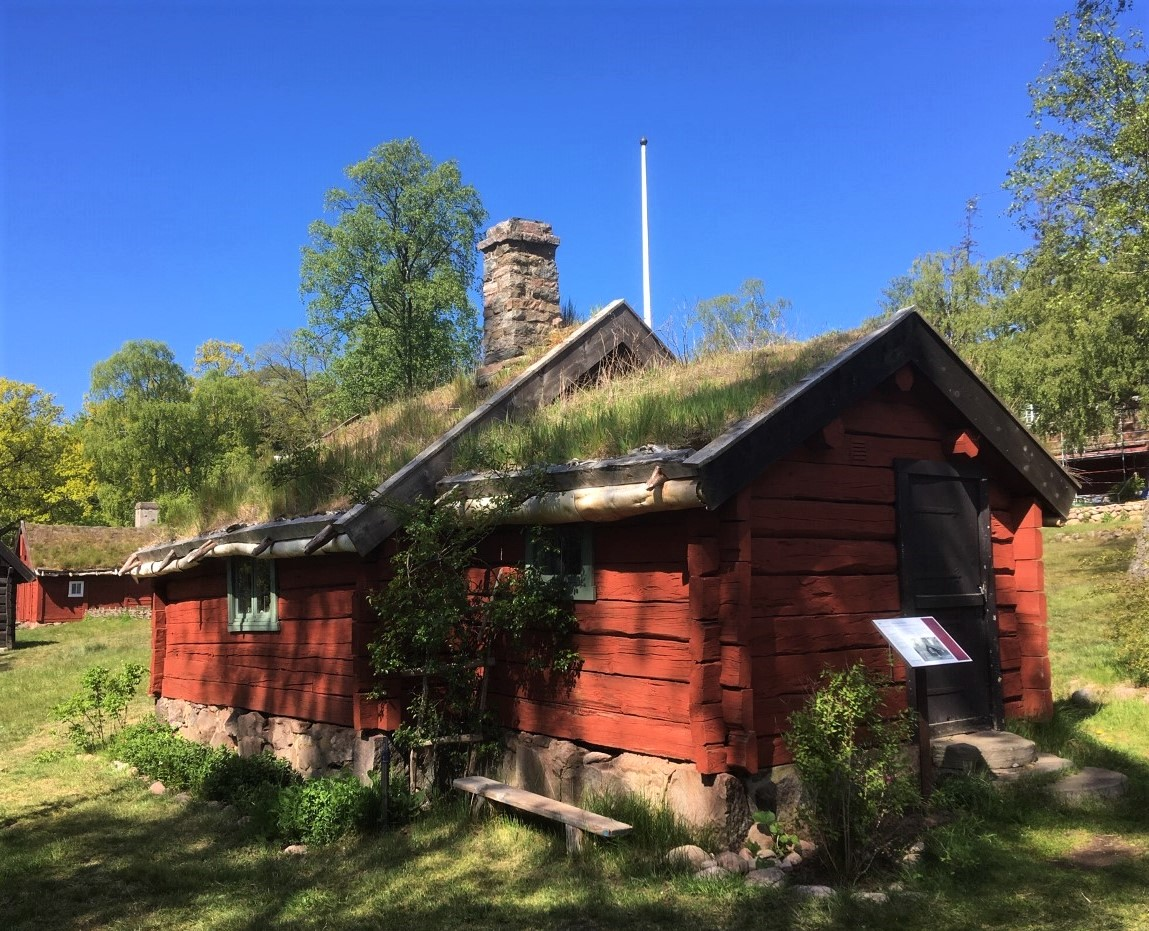
Backstuga Undantagssuga
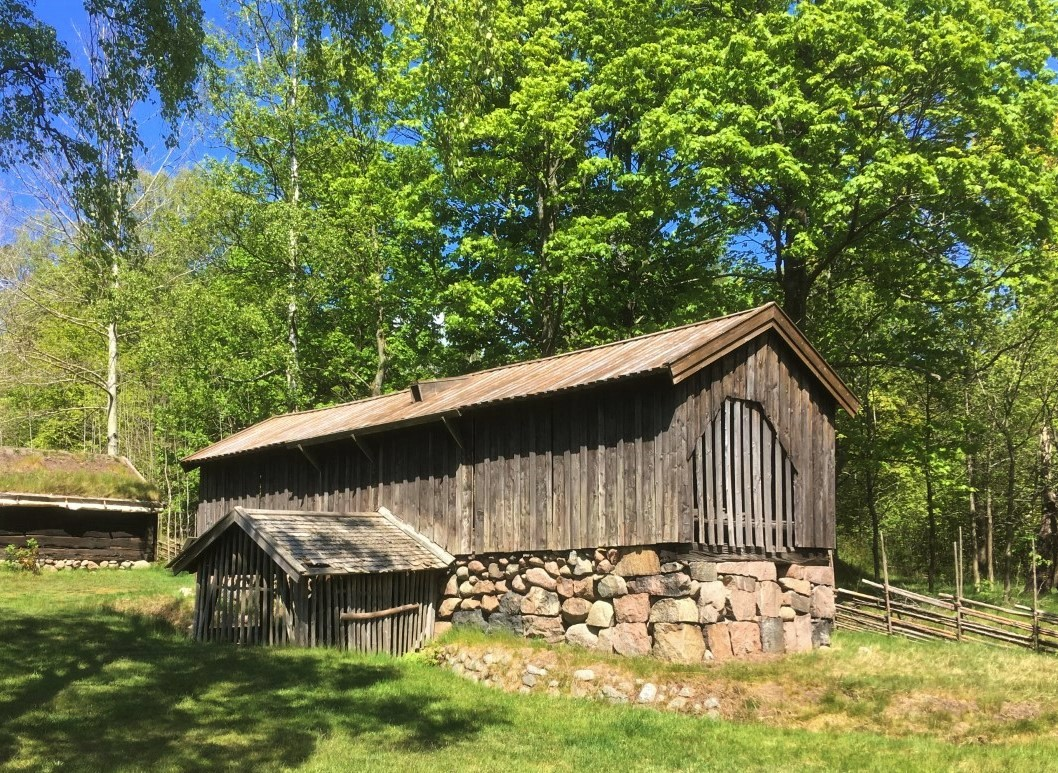
Vattensåg från Vessige
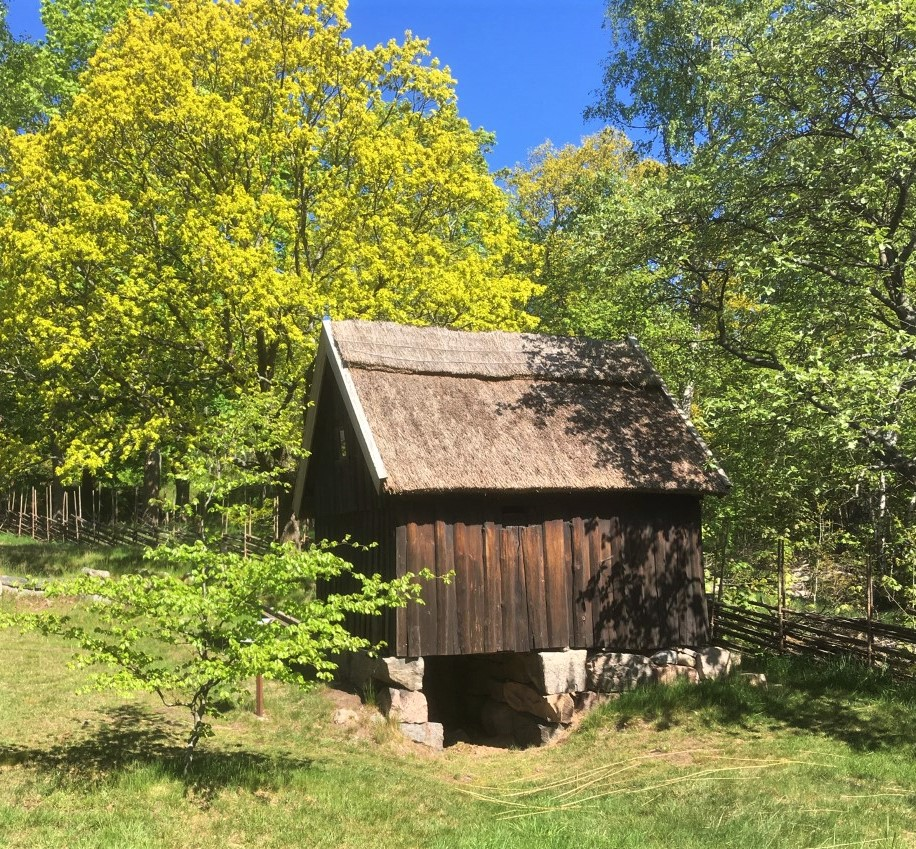
Skvaltkvarn från Veinge
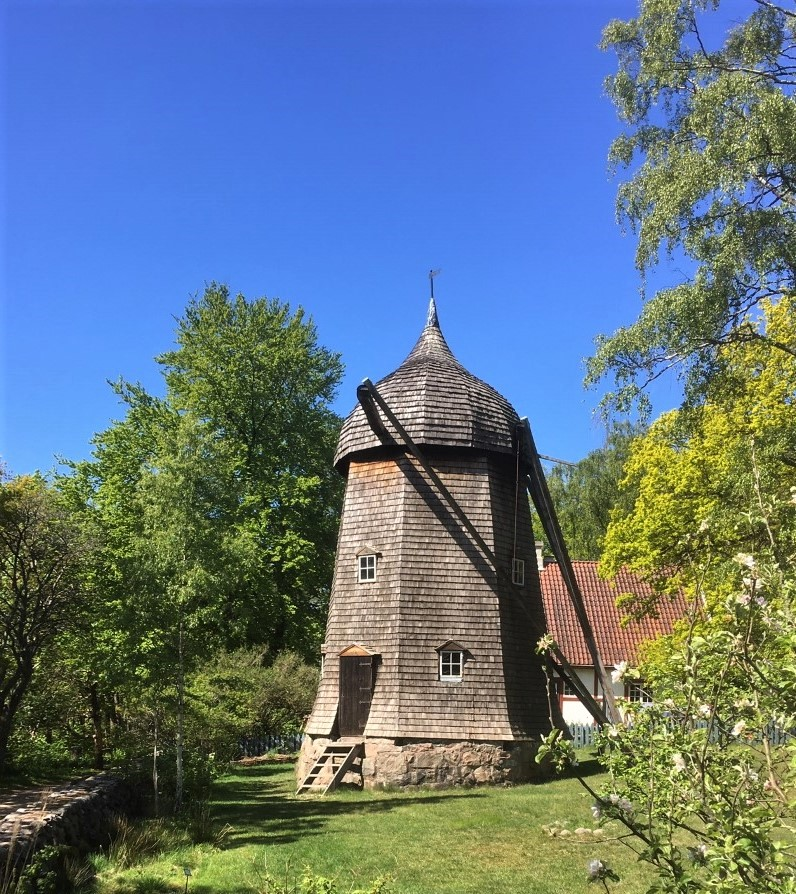
Väderkvarn från Morup
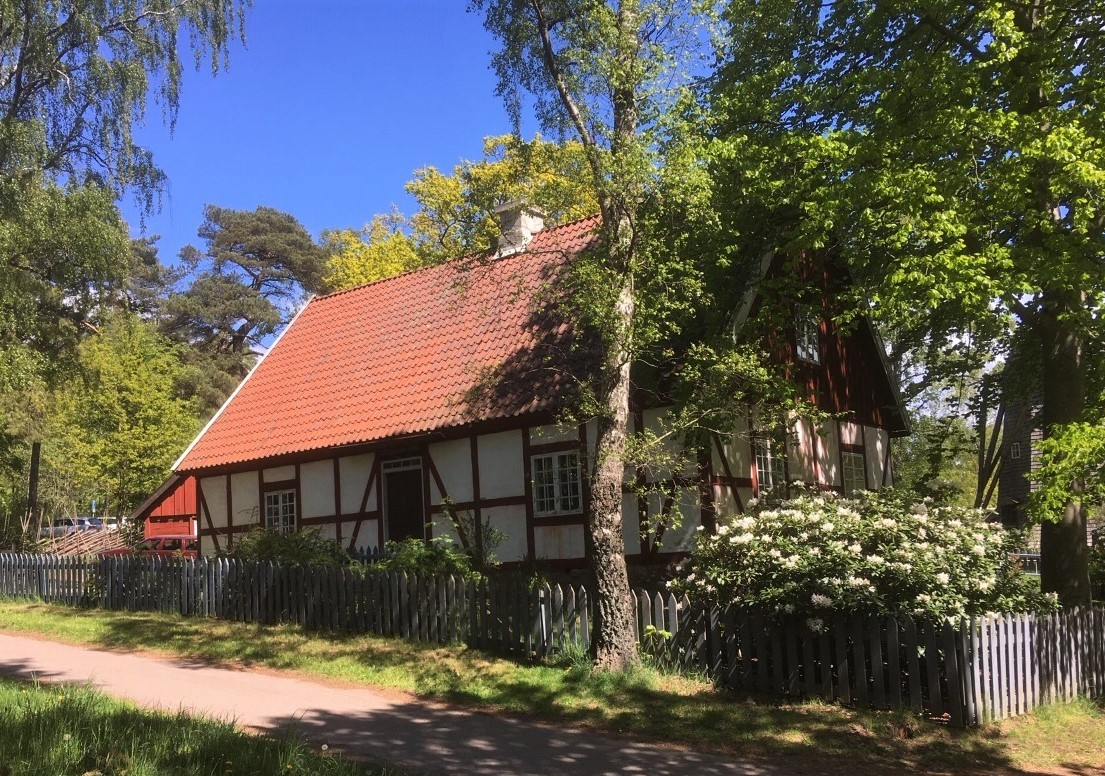
Eldsberga skolhus 1843